# Índias Ocidentais

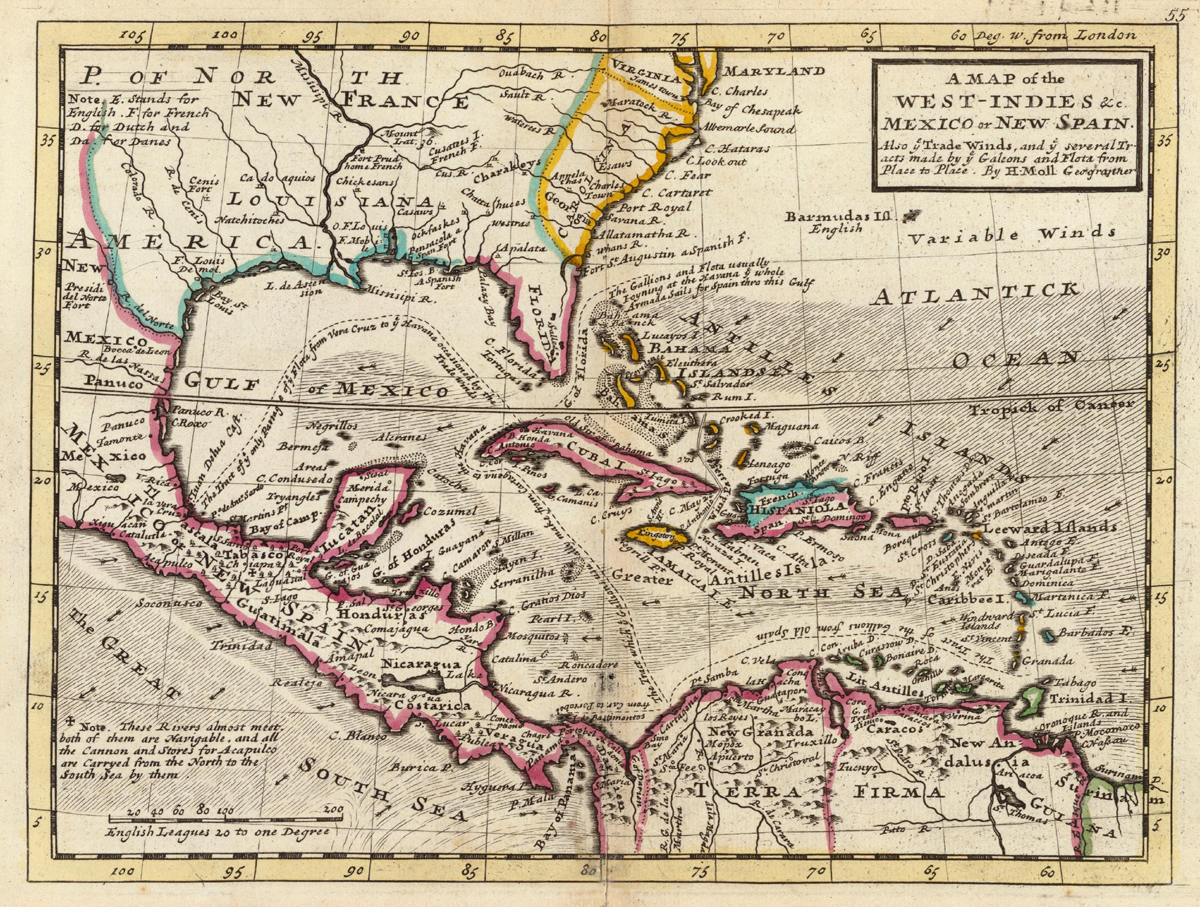
Mapa de 1736 mostrando as Índias Ocidentais

A expressão Índias Ocidentais se refere  às ilhas do Caribe denominadas Antilhas e Bahamas. O uso dessa expressão constitui, no entanto, um arcaísmo.
Para os europeus do final do século XV, Índias Ocidentais era o nome pelo qual era conhecido o continente americano, descoberto no final daquele século pelos navegantes espanhóis, guiados por Cristóvão Colombo, e portugueses. A denominação foi a mais utilizada para se referir à região até o século XVI.
Como o conhecimento geográfico da época era limitado, pensava-se ser possível, viajando por mar em direção ao ocidente, alcançar a costa oriental das Índias; que eram conhecidas até então apenas através de viagens terrestres, apesar de escritores chineses já mencionarem romanos vindos pelo mar na costa do Vietnã em plena Antiguidade.
Apenas no século posterior (século XVI), com a viagem de circum-navegação de Fernão de Magalhães, se comprovaria que o território descoberto era um novo continente, o continente americano, que ficava no meio do caminho ou rota.
O nome pelo qual as terras do novo continente posteriormente ficariam conhecidas, América, tem sua origem no mercador e navegador florentino Américo Vespúcio, "cartas ou mapas de Américo" ou "América".

## Uso da expressão

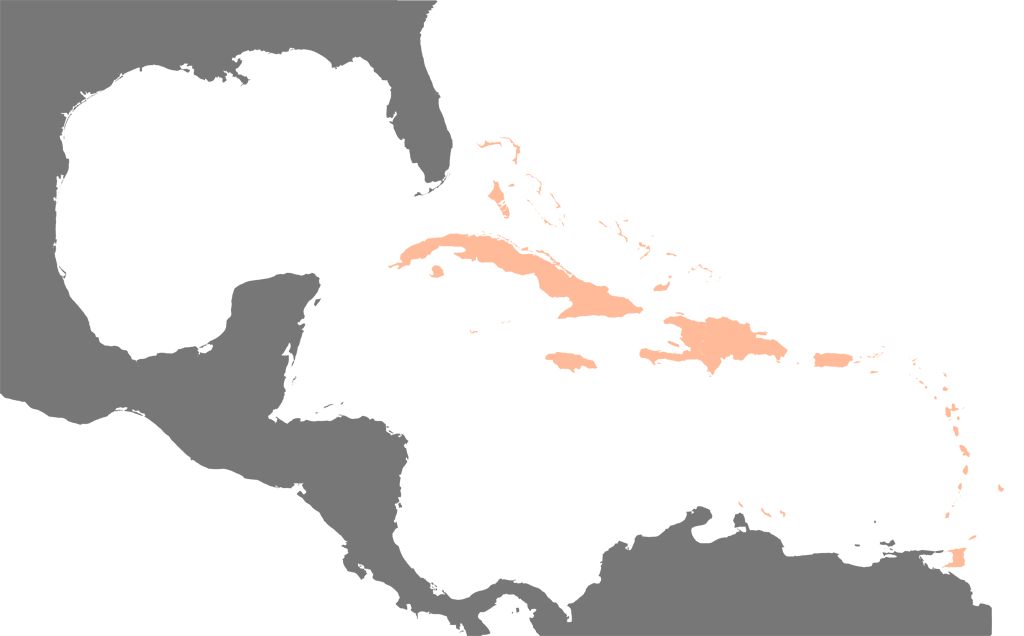
Em rosa, as Índias Ocidentais em relação à América do Norte e América do Sul.

Rosanne Adderly, da Tulane University, afirma que a expressão West Indies distinguiu os territórios encontradas por Colombo e reivindicados pela Espanha a partir de reivindicações de descoberta por outros poderes nas Índias Orientais (da Ásia). O termo West Indies acabou por ser utilizado por todos os países europeus para descrever seus próprios territórios adquiridos nas Américas. O uso desse termo para descrever coletivamente as colônias britânicas do Caribe passou a ter maior relevância política na década de 1950 com o movimento para criar uma federação dessas colônias que poderia, em última análise, tornar-se uma nação independente. Apesar do colapso da Federação (no início dos anos 1960), o termo Índias Ocidentais continua a ser utilizado pela Seleção de Críquete de campo, uma equipe conjunta para competições internacionais. A Seleção de Críquete das Índias Ocidentais inclui a Guiana, ainda que este país esteja localizado na América do Sul.